# La Belle Valence
La Belle Valence est un roman merveilleux-scientifique écrit en collaboration par les écrivains belge André Blandin et français Théo Varlet. Le roman, publié en 1923 par les éditions Edgar Malfère, met en scène le voyage dans le temps de soldats français.

## Intrigue
En 1917 sur le front français, des poilus découvrent dans une cave, la machine à voyager décrite par H. G. Wells. Ils envoient ainsi par accident toute leur troupe dans la Valence du XIVe siècle au moment du siège de la ville par les Maures. S'alliant aux troupes arabes, les soldats français s'installent dans Valence en y apportant bienfaits et désordres.

## Analyse de l'œuvre
Par son ton satirique, ce roman a acquis un statut de classique du merveilleux scientifique. André Blandin et Théo Varlet rendent hommage au roman de H. G. Wells, La Machine à explorer le temps paru en France en 1895. En effet, un groupe de soldats retrouvent sur le front la machine de Wells, qui est néanmoins beaucoup plus perfectionnée, puisqu'elle peut transporter dans le passé deux cents mètres de tranchées françaises. Par ailleurs, les auteurs semblent également s'inspirer du roman Un Yankee à la cour du roi Arthur (1889), de Mark Twain, pour construire leur intrigue.
Pendant leur séjour dans la ville de Valence du XIVe siècle, les soldats apportent un certain nombre d'innovations (bicyclette en bois, photographie) et de désordres (en particulier avec la diffusion de la syphilis et la multiplication des distilleries). Ils se mêlent en outre de religion en affrontant le Grand Inquisiteur Tortorado et vont jusqu'à élire un antipape. Finalement, La Belle Valence se conclut avec le retour de quelques soldats sur le front six minutes après être partis.

## Publications françaises
- Éditions Edgar Malfère, coll. « Bibliothèque du hérisson », 1923.
- Encrage, coll. « Classique » no 1, 1996, dans le recueil L'Épopée martienne - La Belle Valence. Oeuvres romanesques - 1
- Éditions PRNG, coll. « Science-Fiction » no SF023, 2019.